# Lazare Lévy
Lazare Lévy (francès: Lazare-Lévy)  (àrea metropolitana de Brussel·les, 18 de gener de 1882 - París, 20 de setembre de 1964) va ser un influent pianista, organista, compositor i pedagog francès nascut a Bèlgica.
Com a virtuós pianista va fer gires per Europa, al nord d'Àfrica, a Israel, a la Unió Soviètica i al Japó. Fou professor durant molts anys al Conservatori de París. Lazare Lévy va néixer de pares francesos a Brussel·les, Bèlgica. Després de les primeres lliçons amb un professor de piano anglès, va ingressar al Conservatori de París als dotze anys el 1894. Va estudiar amb Louis Diémer, André Gedalge i Albert Lavignac. Entre els seus companys músics i amics destaquen Jacques Thibaud, Alfredo Casella, Maurice Ravel, Alfred Cortot, George Enescu i Pierre Monteux. El 1898 va rebre el "Prix Premier".
Va ser dirigit per Édouard Colonne al seu debut récital als vint anys. Va interpretar el Concert per a piano en la menor de Robert Schumann en els importants Concerts Colonne. Camille Saint-Saëns, que el va veure en un dels seus primers recitals, el va considerar que tenia "aquesta rara unió de perfecció tècnica i musicalitat". Saint-Saëns obté intencionadament un seient de primera fila per mostrar el seu suport al pianista.
El 1911 tocava Iberia (Llibre I) d'Isaac Albéniz, a qui admirava. També va donar suport als compositors francesos Darius Milhaud i Paul Dukas al principi de la seva carrera musical tocant les seves obres. Tenint interès per la nova música, també va defensar les carreres de diversos dels seus estudiants.
Ell va co-escriure Méthode Supérieure per a piano quan tenia 25 anys. Es va convertir en ajudant de Diémer, que va publicar la peça. Començant el 1914, es va convertir en professor temporal al Conservatori de París. Es va convertir en professor el 1923 i va ensenyar allà fins al 1953, excepte el període de la guerra quan els alemanys ho van acomiadar perquè era un jueu que ocupava una posició oficial. No obstant això, la seva posició li va tornar mercès a Marcel Ciampi i, encara que va ser nomenat de nou el 1944, no va obtenir la mateixa posició després de la guerra. Va ser un líder performer i professor influent, juntament amb Alfred Cortot, Isidor Philipp, i Marguerite Long.
Durant la Segona Guerra Mundial, es va negar a tocar a la ràdio, controlada pels alemanys. Va evadir la captura com a jueu utilitzant documents falsos, prenent altres noms i amagant-se. Phillipe, el seu fill, era un lluitador de resistència, que va ser capturat i enviat al camp de concentració de Drancy. L'oficial de SS Alois Brunner el va torturar i va ser assassinat.
Entre els seus alumnes es trobaven Agnelle Bundervoët, Jean Langlais, Clara Haskil, Lukas Foss, Solomon, John Cage i Monique Haas i Carme Bravo.
Lazare Lévy va morir el 1964, als 82 anys.